# Нойс
Вижте пояснителната страница за други значения на Нойс.
Нойс (на немски: Neuss) е град във федерална провинция Северен Рейн-Вестфалия, Германия. Намира се на западния бряг на река Рейн срещу Дюселдорф. Разположен е между 30 и 67 метра надморска височина.
Площта на Нойс е 99,53 км², населението към 31 декември 2010 г. – 151 388 жители, а гъстотата на населението – 1521 д/км².

## Побратимени градове
- Риека (Хърватия)
- Сейнт Пол (Минесота, САЩ)